# Peza (Creta)

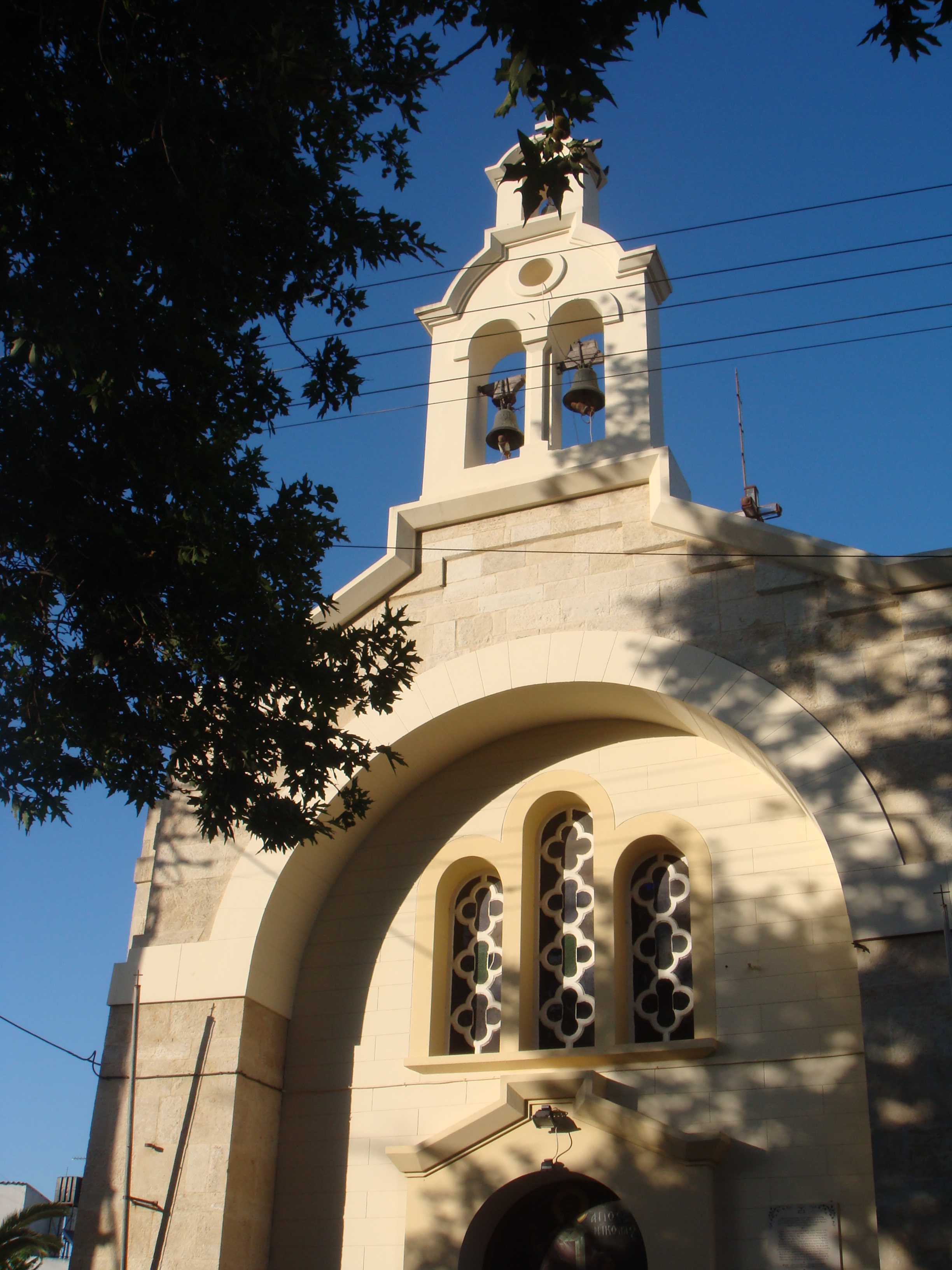
Iglesia de Agios Nikolaos en Peza.

Peza (en griego: Πεζά, romanizado: Pezá) es un pueblo y sede de la comunidad del mismo nombre así como del municipio de Arjanes-Asterusia en la unidad periférica de Heraclión, Creta. Pertenecía a la provincia de Pediada y está situada en el centro de la cuenca del mismo nombre, en medio de viñedos y olivares a 310 metros de altitud. 

## Ocupaciones
Los habitantes se dedican a la viticultura tradicional y al cultivo del olivo, y trabajan principalmente en empresas del sector de la construcción (edificios, pintura al óleo) y de servicios turísticos, o se dedican al comercio. Los principales productos agrícolas son el aceite de oliva de gran calidad con denominación de origen y el también llamado vino OPAP. Las uvas de mesa ya no se exportan al extranjero (antes funcionaban varias empacadoras). La normalización de vinos y aceites se realiza en instalaciones industriales, que están ubicadas en la "Pedestrian Union" (Unión de Cooperativas Agrarias de Peatones) y que está formada por diecinueve cooperativas de base, que representan a 3.200 productores de vino y aceite de oliva.

## Infraestructuras
La organización de las instalaciones industriales de la Unión es perfecta. En el asentamiento se encuentran, entre otros, una clínica regional, una guardería, un banco (Cooperativa Pankritia), tiendas, tabernas, etc.. Peza fue y es un centro de transporte de la región, como estación intermedia en la carretera nacional de Heraklion a Arkalochori y Viannos .
En el pueblo se encuentra la sala de reuniones del Consejo Municipal, una antigua iglesia veneciana, una mezquita musulmana y una escuela primaria, la iglesia de Agios Nikolaos y la antigua iglesia de la Visitación de la Virgen. En la capilla de Agios Konstantinos se han excavado lagares medievales construidos.

## Información histórica
El asentamiento es muy antiguo. Se menciona en documentos de 1212 con el nombre de Piscia  en un documento con el que el dux de Venecia Pietro Ciani confirma la concesión de algunas aldeas al monasterio de Nuestra Señora del Sinaí, desde la época bizantina.  Además, también encontramos la liquidación en contratos de compra-venta de vino de 1271  y es mencionada en el archivo ducal de Khandaka. En 1583 es registrado en Kastrophilakas con el nombre de Pesá en la provincia de Pediados y con 214 habitantes. En el censo egipcio de 1834 tenía 5 familias cristianas y 5 turcas y en el censo de 1881 con 157 cristianos y 34 turcos.  A partir de 1920 pertenecen a la comunidad del mismo nombre, en la que permanecieron hasta la constitución del municipio de Nikos Kazantzakis con el programa Kapodistrias, y de la que fueron designados sede. Con el plan Calícrates, Peza pasó a ser la sede del municipio de Archanos-Asterousia. 
Tendencia de la población según censos: 
| Censo     | 1900 | 1920 | 1928 | 1940 | 1951 | 1961 | 1971 | 1981 | 1991 | 2001 | 2011 |
| --------- | ---- | ---- | ---- | ---- | ---- | ---- | ---- | ---- | ---- | ---- | ---- |
| Población | 222  | 341  | 379  | 382  | 355  | 384  | 387  | 383  |      | 426  | 441  |